# Evershagen
Evershagen ist ein Ortsteil von Rostock in Mecklenburg-Vorpommern.

## Geographie

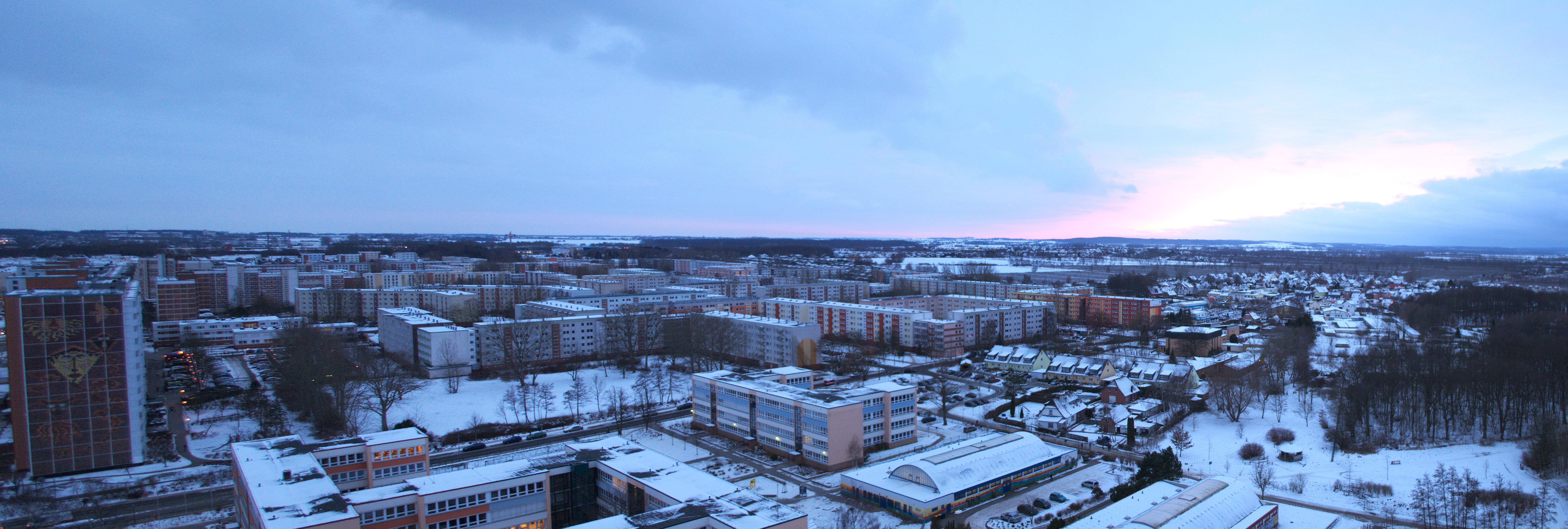
Evershagen Panorama Winter

Einige alte Häuser des Dorfes Evershagen, das dem Ortsteil seinen Namen gab, sind noch heute nordwestlich der Wohnblocks zu erkennen. Als Evershagen-Süd werden teilweise noch heute das Gewerbegebiet Schutow und ein seit 2002 errichtetes Wohngebiet mit Einzel-, Doppel- und Reihenhäusern, bezeichnet. Die Straßen sind nach Schriftstellern benannt. Kleingärten und Obstplantagen bilden den westlichen Rand des Ortsteils. Nordwestlich endet Evershagen am Schmarler Bach im Fischerdorf, einer Parkanlage mit Rodelberg und einem Teich, welche sich bis in den benachbarten Ortsteil Lütten Klein erstreckt.

## Geschichte
Das Dorf Evershagen wurde am 1. Juli 1950 nach Rostock eingemeindet.
Noch bevor der Wohnungsbau in Lütten Klein, dem ersten neuen Ortsteil im Rostocker Nordwesten, beendet war, begannen die Planungen für Evershagen. Zunächst sah das Konzept einen zentralen Grünraum mit darum platzierten Großwohneinheiten (überwiegend fünfgeschossig) vor. Diese Planungen wurden jedoch überarbeitet und der Anteil an Hochhäusern erhöht. Ende 1970 wurde mit dem fünfgeschossigen Wohnungsbau begonnen, so dass ab Mai 1971 die ersten Wohnungen bezogen werden konnten. Im darauf folgenden Jahr wurden in Evershagen erstmals Wohngebäude der Wohnungsbauserie 70 errichtet. 1974 wurden weitere fünfstöckige Wohnungsblöcke fertiggestellt. Es folgten die aus Lütten Klein bekannten Hochhaustypen, wie die Windmühlen (ca. 50 m hoch) oder das von deutschen und polnischen Architekten entwickelte Stelzenhochhaus, das heute als Rasmus-Hochhaus bekannt ist. Neu waren hingegen die Terrassenhochhäuser.

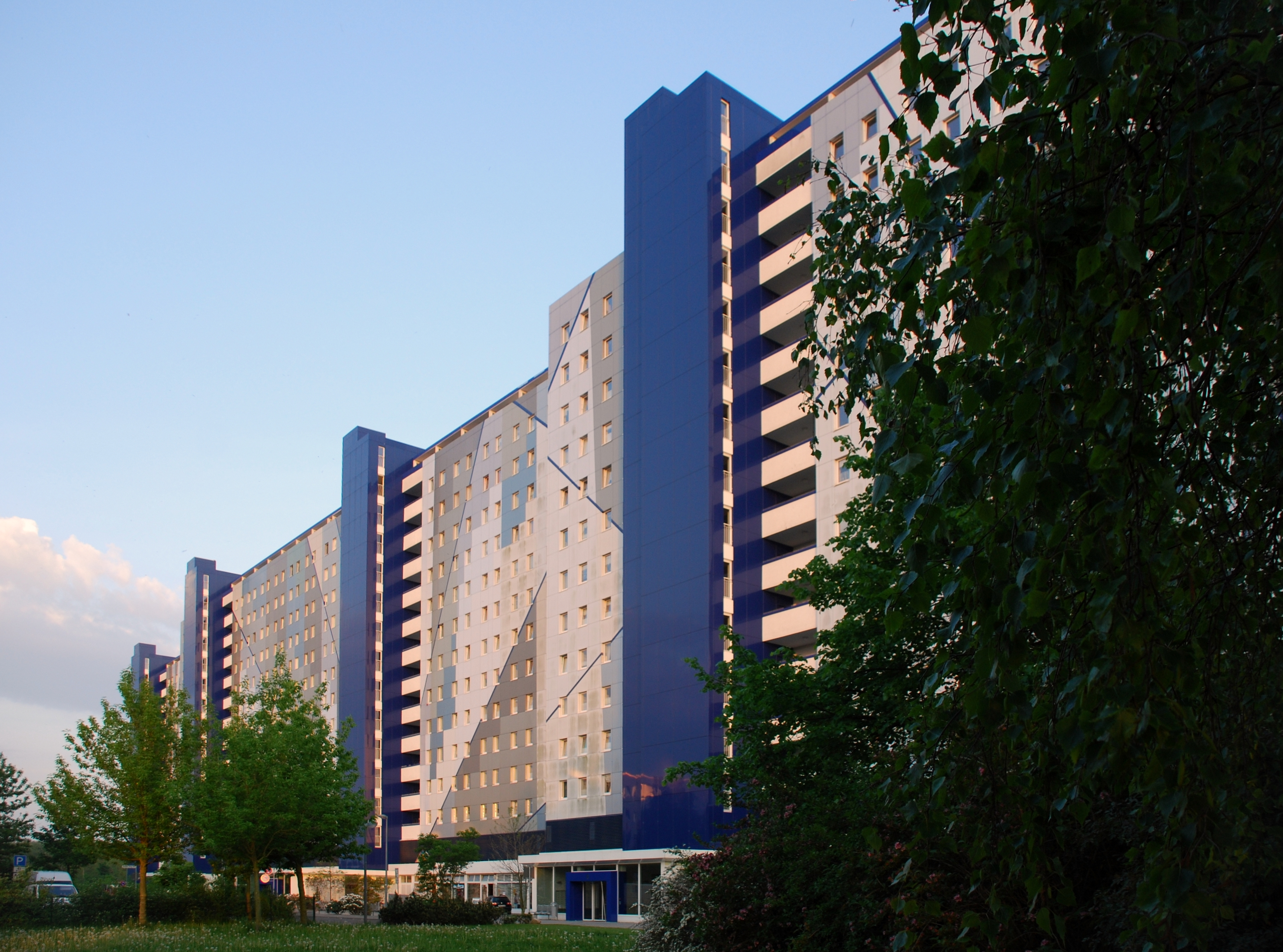
Rasmus-Hochhaus im Zentrum Evershagens

Die den Ortsteil prägende Großwohnsiedlung in Plattenbauweise mit 8.732 Wohnungen für rund 22.000 Einwohner entstand zwischen 1969 und 1978 als zweiter Ortsteil im Nordwesten. Neu und beachtlich war der Bau von Terrassenhochhäusern, die heute als Baudenkmale geschützt sind.
Ab 1978 produzierte der VEB Jugendmode Rostock (Teil des Kombinat Oberbekleidung Berlin) in der Messestraße 1 in Rostock-Evershagen Jeans und andere Jugendmode der Marke „Shanty“. Das Bekleidungswerk beschäftigte mehr als 1600 Personen, ganz überwiegend Frauen. 1991 stellte der Betrieb die Produktion ein, die verbliebenen Beschäftigten wurden entlassen.

### Einwohnerentwicklung
Nachdem in fast allen Rostocker Ortsteilen die Einwohnerzahlen nach der politischen Wende 1989 sprunghaft zurückgegangen waren, ist diese in Evershagen seit dem Jahr 2000 konstant geblieben. Umfangreiche Sanierungen der Gebäude, die durch Förderprogramme durchgeführten Verbesserungen des Wohnumfelds (u. a. durch Rückbau von drei Kindergärten, zwei Schulen sowie einem "Windmühlen"-Hochhaus), die Erschließung neuer Bauflächen (drei neue Wohngebiete entstanden in den 1990er Jahren), die gute Lage an der Stadtautobahn zwischen Rostock-Stadtmitte und Warnemünde, sowie der gute Anschluss an das Nahverkehrssystem (Bus, S-Bahn, Straßenbahn) haben sicher dazu beigetragen.

## Wirtschaft und Infrastruktur

### Verkehrsanbindung

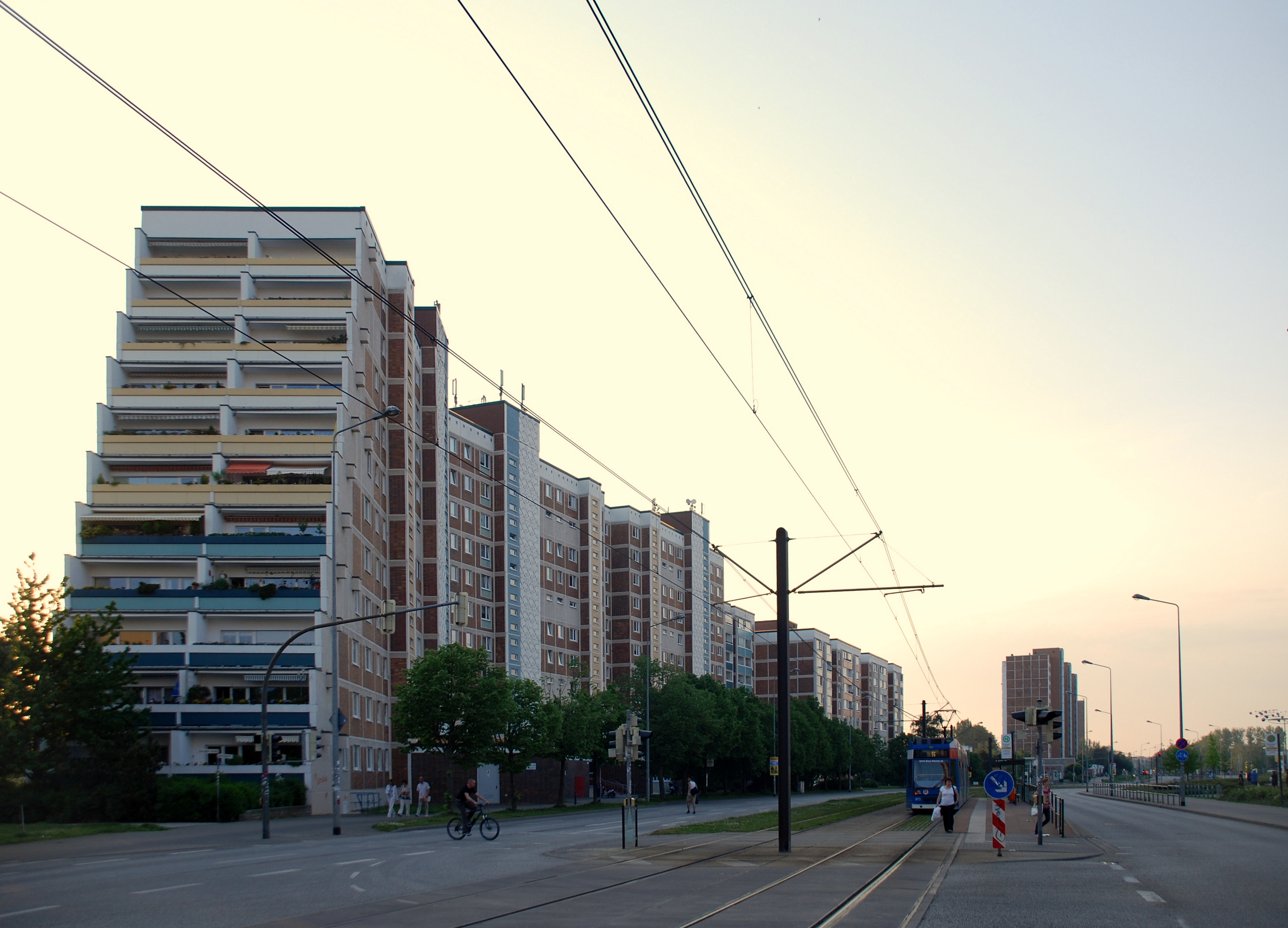
Bertolt-Brecht-Straße

Das Wohngebiet "Obstplantage" (im südwestlichen Bereich Evershagens) ist nur durch den im Landkreis Rostock befindlichen Ort Sievershagen erreichbar, da es von allen anderen Seiten von der namengebenden landwirtschaftlichen Nutzfläche eingeschlossen ist. Seit 2000 ist der Ortsteil an das städtische Straßenbahnnetz angeschlossen.

### Gewerbegebiet Schutow
Mit dem Gewerbegebiet Schutow wurde das ehemalige Gelände der Ostseemesse Rostock für neue Gewerbeansiedlungen vorbereitet. Einige Märkte, darunter der Möbelkonzern IKEA, und kleinere Firmen haben sich angesiedelt. Die Ostseemesse wurde in der DDR mit dem Ziel abgehalten, Weltoffenheit zu demonstrieren und die diplomatische Anerkennung zu erlangen. Einige bemerkenswerte Bauten sind zu diesem Anlass entstanden. Dazu gehören Schalenbauten von Ulrich Müther.

### Mühle Sievershagen
Die Mühle von Sievershagen (Gemeinde Lambrechtshagen) ist durch die Eingemeindung eines Teils der Gemarkung Sievershagen nach Rostock inmitten einer Kleingartenanlage zu finden. Sie wurde 1866 als Ersatz für eine Bockwindmühle von 1790 errichtet. Seit den 1960er Jahren wird sie nicht mehr genutzt. 1985 wurde aus Sicherheitsgründen die marode Kappe abgenommen.

### Bildung
In Evershagen gibt es eine Grundschule, eine Förder- und Grundschule, sowie den aus einer Regionalschule und einem Gymnasium hervorgegangenen SchulCampus Rostock-Evershagen mit Fachgymnasium der Beruflichen Schule Dienstleistung und Gewerbe in der Thomas-Morus-Straße.

## Kultur

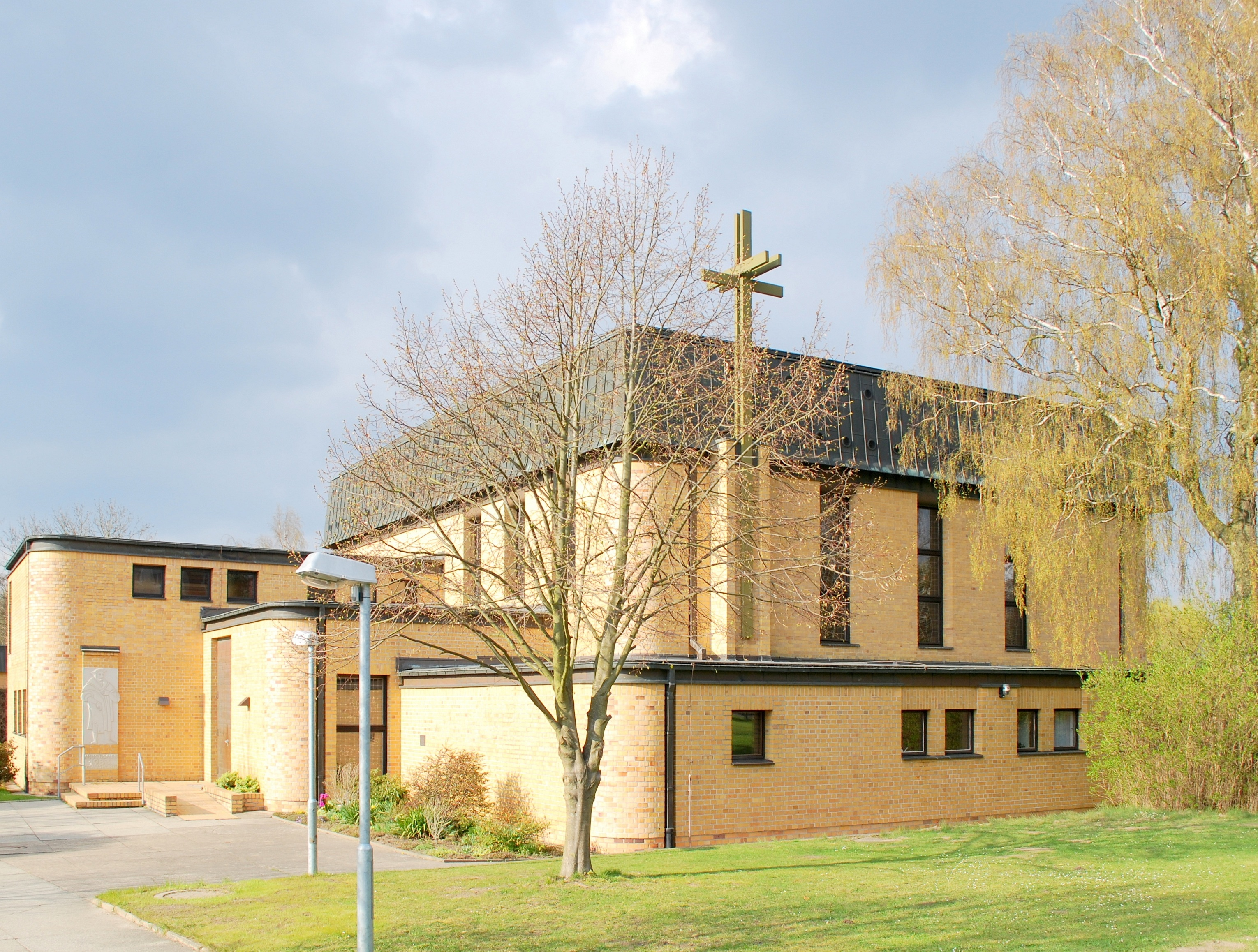
Thomas-Morus-Kirche, Rostock

Das kulturelle Leben findet überwiegend im Mehr-Generationen-Haus (ehemals Stadtteil- und Begegnungszentrum) sowie dem Jugendklub "Pablo Neruda" (älteste kulturelle Einrichtung aus DDR-Zeiten in Rostock) statt. Diese beiden Institutionen führen jährlich ein Stadtteilfest und andere Aktivitäten für den Ortsteil durch. In den Jahren 1983 bis 1985 entstand für die bis dahin heimatlose römisch-katholische Kirchengemeinde in Evershagen ein Gotteshaus mit Gemeinderäumen und Dienstwohnungen, welches nach dem katholischen Heiligen Thomas Morus benannt ist. Heute nutzt neben der katholischen auch die Evangelisch-lutherische Kirchgemeinde Evershagen das Gebäude. Es befindet sich in der Thomas-Morus-Straße 4.